# Мідні монети

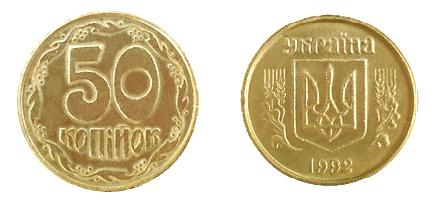
50 копійок (латунь, Україна)

М́ідна монéта — загальна назва монет виготовлених з міді та мідних сплавів.
1. монета виготовлена з чистої міді з дуже низьким вмістом домішок;
2. монета виготовена на основі мідних сплавів — бронзи, латуні, потину тощо.

Більшість так званих мідних монет античності насправді є бронзовими монетами.

## Назва
- Мідь
- Мідяк
- Мідна монета
- Мідні
- Мідниці
- Бронзова монета
- Копійки
- Дрібняки